# Rahsaan Roland Kirk
Rahsaan Roland Kirk, właśc. Ronald Theodore Kirk (ur. 7 sierpnia 1935 w Columbus, zm. 5 grudnia 1977 w Bloomington) – amerykański multiinstrumentalista jazzowy, który posiadł umiejętność gry na kilku instrumentach jednocześnie. Był niewidomy. Zaliczany jest w poczet najbardziej oryginalnych, ekscytujących i pełnych inwencji solistów w dziejach jazzu, nader efektownie a ekscentrycznie prezentujących się na scenie, w ciemnych okularach i zmiętym kapeluszu, z trzema saksofonami u szyi, na których grał symultanicznie.

## Wybrana dyskografia
Opracowano na podstawie materiału źródłowego.

### Jako lider
King Records:
- Triple Threat (1956)

Argo/Cadet/Chess Records:
- Introducing Roland Kirk (1960)

Prestige Records:
- Kirk’s Work (1961)

Mercury Records:
- We Free Kings (1961)
- Domino (1962)
- Reeds & Deeds (1963)
- The Roland Kirk Quartet Meets the Benny Golson Orchestra (1964)
- Kirk in Copenhagen (1964)
- Gifts & Messages (1964)

Limelight Records:
- I Talk with the Spirits (1964)
- Slightly Latin (1965)
- Rip, Rig and Panic (1965)

Verve Records:
- Now Please Don’t You Cry, Beautiful Edith (1967)

Atlantic Records:
- Here Comes the Whistleman (1965)
- The Inflated Tear (1967)
- Left & Right (1968)
- Volunteered Slavery (1969)
- Rahsaan Rahsaan (1970)
- Natural Black Inventions: Root Strata (1971)
- Blacknuss (1972)
- A Meeting of the Times (1972)
- Prepare Thyself to Deal With a Miracle (1973)
- Bright Moments (1973)
- The Case of the 3 Sided Dream in Audio Color (1975)
- Other Folks’ Music (1976)

Warner Bros. Records:
- The Return of the 5000 Lb. Man (1976)
- Kirkatron (1977)
- Boogie-Woogie String Along for Real (1977)

Pośmiertne wydania premierowych nagrań:
- The Man Who Cried Fire (Night Records, 1990)
- I, Eye, Aye: Live at the Montreux Jazz Festival, 1972 (Rhino Records, 1996)
- Dog Years in the Fourth Ring (32 Jazz, 1997)
- Compliments of the Mysterious Phantom (Hyena Records, 2003)
- Brotherman in the Fatherland (Hyena Records, 2006)

### Jako sideman
Jaki Byard:
- The Jaki Byard Experience (Prestige, 1968)

Tubby Hayes:
- Tubby’s Back in Town (Smash, 1962)

Roy Haynes:
- Out of the Afternoon (Impulse!, 1962)

Quincy Jones:
- Big Band Bossa Nova (Mercury, 1962)
- Quincy Jones Explores the Music of Henry Mancini (Mercury, 1964)
- Walking in Space (CTI, 1969)

Les McCann:
- Live at Montreux (Atlantic, 1972)

Charles Mingus:
- Tonight at Noon (Atlantic, 1961)
- Oh Yeah (Atlantic, 1962)
- Mingus at Carnegie Hall (Atlantic, 1974)

Tommy Peltier:
- The Jazz Corps Under the Direction of Tommy Peltier (Pacific Jazz, 1967)